# Gonzalo Moliner
Gonzalo Moliner Tamborero (Fuente la Reina, Castellón, 20 de julio de 1944) es un ex magistrado español. Fue presidente del Tribunal Supremo, lo que le hizo ser también presidente del Consejo General del Poder Judicial desde el 23 de julio de 2012 al 11 de diciembre de 2013.

## Biografía
Licenciado en Derecho por la Universidad de Valencia. Ingresó por oposición en la carrera judicial en 1969, permaneciendo desde octubre hasta julio de 1970 en la Escuela Judicial.
En los comienzos de su carrera judicial ejerció en juzgados de Mataró, Alcira y Valencia. Fue magistrado de la Sala de lo Social del Tribunal Superior de Justicia de la Comunidad Valenciana de 1990 a 1998. En mayo de 1998, fue nombrado magistrado de la Sala de lo Social del Tribunal Supremo de España.
Fue presidente de la Sala de lo Social del Tribunal Supremo de España de 2008 a 2012, año de su nombramiento como presidente del Tribunal Supremo y del Consejo General del Poder Judicial.
Desde 1980 ha ejercido la docencia en diversas instituciones universitarias, como la UNED, la Universidad de Valencia o el CEU-San Pablo. Ha sido profesor de Derecho Penal, Procesal, Laboral y Sindical.
El 17 de julio de 2012 fue elegido presidente del Tribunal Supremo y del Consejo General del Poder Judicial por el pleno del Consejo tras la dimisión de su predecesor en el cargo, Carlos Dívar; y tomó posesión del cargo el 23 del mismo mes.  El 11 de diciembre del año siguiente fue sustituido por Carlos Lesmes.
Moliner en abril de 2013 defendió los escraches realizados por la Plataforma de Afectados por la Hipoteca como un ejemplo de libertad de manifestación mientras no fueran violentos.
En 2014 se jubiló al alcanzar la edad obligatoria de jubilación, 70 años.
Pertenece a la asociación progresista de jueces Jueces para la Democracia, de la que fue cofundador, y anteriormente perteneció a la asociación Justicia Democrática.
Moliner es autor de numerosos artículos en revistas especializadas y de varios libros, entre ellos El recurso laboral de suplicación (1991), Los recursos en el proceso laboral de ejecución (1996) y Recurso laboral para la unificación de la doctrina (2003).